# Kunthur, Malavalli
Kunthur là một làng thuộc tehsil Malavalli, huyện Mandya, bang Karnataka, Ấn Độ.